# Christoph Willibald Gluck
Christoph Willibald Gluck (alemany: Christoph Willibald von Gluck)  (Erasbach, 2 de juliol de 1714 - Viena, 15 de novembre de 1787) fou un compositor alemany de l'època clàssica. Professor de clavicèmbal i de cant de Maria Antonieta d'Àustria, futura reina de França, va aconseguir canviar el gènere de l'òpera amb la seua famosa reforma, intentant introduir allò natural i la veritat dramàtica, el que el va oposar als piccinistes, defensors de l'òpera italiana. Es manté com un dels més importants compositors de música de l'època clàssica de l'àrea de parla alemanya, amb Franz Joseph Haydn, Wolfgang Amadeus Mozart, Karl Ditters von Dittersdorf, Franz Krommer i Carl Philipp Emanuel Bach. Obre les portes al classicisme vienès del qual és la primera fita significativa.

## Biografia

### Joventut
Gluck era el fill d'un forestal de l'Alt Palatinat bavarès, antic militar al servei dels prínceps de Lobkowitz que, en deixar el servei, havia pres la professió tradicional de la família. Però no s'ha de pensar, com ho fan creure certes biografies, que era un miserable llenyater: el mateix compositor deia que era fill del cap d'Aigües i Boscos, el que constitueix una bona interpretació, i és cert que son pare va morir força ric.
Christoph Willibald Gluck es va inscriure el 1731 a la facultat de filosofia de Praga. Però des tendra edat va mostrar dots per a la música, que son pare s'enginyava a contrariar. Havia après tot sol la guimbarda, instrument poc sorollós, que es podia tocar d'amagat i, el 1734, va deixar la casa paterna i se n'anà a Viena amb el propòsit de fer-se músic.

### A la recerca de la música italiana
L'ocasió va venir de la mà del príncep llombard Antonio Maria Melzi, que va contractar Gluck com a músic de cambra i el va portar a Milà el 1737. Allà va romandre Gluck durant vuit anys: els quatre primers van ser anys de formació, en contacte amb Giovanni Battista Sammartini, prestigiós pedagog, així com amb Giovanni Battista Lampugnani i Leonardo Leo, també figures destacades del moment, especialment el segon. El 1741 va fer interpretar la primera de les seues òperes, Artaserse (1741).

### Londres
Moltes altres van seguir en diferents ciutats d'Itàlia, i després a Londres en els anys 1745-1746. Va establir contacte amb Lord Middlesex, director de l'Òpera, que es trobava encara al vell teatre de Haymarket. Gluck hi va donar amb un cert èxit el gener de 1746 una òpera sobre tema mitològic, La Caiguda dels Gegants (La caduta dei giganti), i després, a l'abril del mateix any, Artamene, utilitzant materials de Tigrane, de 1743. En la seua estada londinenca, Gluck va descobrir la música de Händel – a qui se li va intentar enfrontar, perquè el Príncep de Gal·les, que protegia l'òpera, mantenia un conflicte amb son pare el rei Jordi II, que al seu torn protegia Händel – i va fer amistat amb el compositor Thomas Arne.
Gluck va deixar Anglaterra i va viatjar durant tres anys, principalment a Dresden, Copenhaguen, Nàpols i Praga. El 1748, va fer interpretar amb un gran èxit a Aix-la-Chapelle la seua Semiramide riconosciuta, sobre llibret de Metastasio. El 15 de setembre de 1750, va casar-se amb Maria Anna Pergin, filla d'un ric home de negocis de Viena. No van tenir fills, però van adoptar una filla, Marianne, nascuda el 1759 i morta prematurament el 1776.

### Etapa vienesa
Gluck va establir-se finalment a Viena el 1752 en qualitat de director d'orquestra del príncep de Saxe-Hildburghausen, i després com a mestre de capella. D'altra banda, el seu renom internacional ja era considerable i rebia encàrrecs fins i tot de l'estranger, com el que li va arribar de Nàpols per celebrar l'onomàstica del rei Carles -el futur Carles III d'Espanya-
l'any 1752. Gluck va escriure aquest cop la partitura més notable d'aquesta etapa sobre el text de
Metastasio titulat La clemenza di Tito. Molt modificat, aquest mateix text serviria a Mozart per escriure la seva òpera del mateix títol el 1791. Aquesta òpera de Gluck va semblar als napolitans excessivament sàvia, però el castrato Caffarelli va aconseguir que l'aplaudissin amb la seva brillant interpretació d'algunes de les àries. Una d'aquestes àries, Se mai senti spirarti nel volto, va ser inclosa per Gluck més tard en l'òpera Iphigénie en Tauride, obra mestra de la reforma gluckiana, el que indica que ja en aquest moment Gluck estava evolucionant cap al seu nou estil.
En aquell temps seguia regnant en l'òpera italiana, com a element principal de l'espectacle, la veu per sobre de tota altra consideració estètica. Els cantants, especialment les sopranos i els castrats, la veu dels quals podia competir, per aquesta circumstància, amb la més aguda veu femenina, eren aclamats en detriment de tots els altres elements de l'òpera. La música quedava moltes vegades deformada i fins i tot enfosquida per veritables torrents d'ornamentacions vocals proferides per virtuosos, atents únicament al seu lluïment personal. Però aquest tipus d'òperes seguien en peu perquè comptava amb el favor del públic a gairebé tot Europa.
Una excepció era, fins a cert punt, l'òpera francesa, formada des de l'època de Lully per un tipus de cant una mica més sobri, sense la intervenció de castrats, amb abundants passatges de ballet i una major participació coral i orquestral. Tot i que l'òpera francesa era considerada horrible per la majoria dels melòmans europeus que l'havien escoltat a París, una mica d'ella havia transcendit a través d'algunes corts francòfiles, com la de Parma, on regnava Felip de Parma, fill de Felip V d'Espanya i summament afrancesat en els seus gustos.
Mentrestant se li van obrir les portes de la cort, on va ser requerit el 1759 com a professor de música de diversos fills de l'emperadriu Maria Teresa, i poc després se li va assignar una pensió. A Viena va entrar en contacte amb les òperes franceses que es custodiaven a la Biblioteca imperial i va decidir assajar la forma de l'opéra-comique francesa, aconseguint èxit amb diverses d'elles, com L'ivrogne corrigé (El borratxo corregit, 1760), Le Cadí dupé (El Cadí burlat, 1761) i escrivint música de ballet de considerable impacte, com el seu Don Juan (1761), on introduïa un fandango que Mozart utilitzaria més tard a Le nozze di Figaro.

### Es gesta la reforma
No obstant això, en aquests anys Gluck seguia sent un compositor més o menys vinculat a l'estil italià vigent a tot Europa. El 1756 havia fet un viatge a Roma i havia estat nomenat cavaller de l'Ordre de l'Esperó d'Or pel papa Benet XIV amb motiu de l'èxit assolit per la seva òpera Antigono a aquesta ciutat. Gluck es trobava pròxim ja a la cinquantena, edat madura en aquesta època, i encara no havia mostrat més que alguns signes de divergència respecte a l'estil dels seus contemporanis. Va ser llavors quan es va produir en ell un canvi que s'ha atribuït alternativament a la seva pròpia decisió i a la influència d'un llibretista establert a Viena, Ranieri de' Calzabigi.
Va conèixer el poeta Ranieri de Calzabigi i el coreògraf Gasparo Angiolini, i amb ells va compondre el ballet-pantomima Don Juan (1761). Ranieri de' Calzabigi, que havia llegit les idees de Francesco Algarotti sobre els excessos decoratius de l'òpera italiana i estava decidit a portar a terme una reforma operística, que en el fons no era sinó abandonar els esquemes barrocs per adoptar els neoclàssics, en un moment en què tothom estava tornant els ulls al món romà després dels descobriments de Pompeia i Ercolano.
Segons sembla, tot va començar quan Ranieri de' Calzabigi, amb el comte Durazzo, intendent de la cort
vienesa i poeta de limitat mèrit, van decidir destruir o almenys reduir seriosament el sòlid prestigi que gaudia Metastasio a la cort imperial. Per a això van atreure la seva causa a Gluck, que sembla que sempre va mantenir, però, bones relacions amb Metastasio, per realitzar òperes d'un nou estil que mostressin la insuficiència dels llibrets tradicionals elaborats pel poeta oficial de la cort, i alhora desterrar de l'òpera italiana els excessos del seu temps. Calzabigi va escriure un text sobri i eficaç -malgrat el final feliç que era de rigor en la cort de Viena i en molts altres llocs-, basat en el mite d'Orfeu. Sens dubte Calzabigi ignorava, com Gluck, que la mateixa òpera com a gènere havia sorgit al voltant d'aquest tema literari, el que hagués donat un relleu especial a la seva reforma.
Gluck es va associar a aquesta idea, que eliminava les grans àries da capo de l'època barroca, suprimia els avorrits recitatius amb baix continu i el substituïa per recitatius acompanyats, és a dir, amb l'orquestra al complet, eliminava els castrati i els seus abusos ornamentals en la línia vocal de les òperes, i primava sobretot la veracitat dels arguments posats en escena com veritables drames de l'antiguitat clàssica, tendents a produir en l'espectador l'admiració i el respecte davant els antics monuments literaris convertits, ara, en drames musicals.

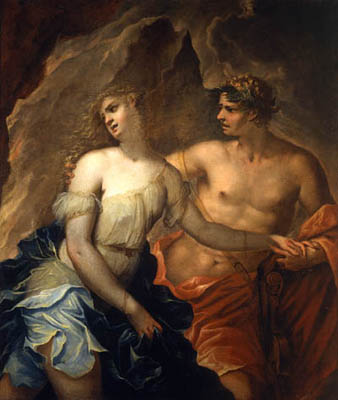
Pintura de Fernando Cervelli que representa a Orfeu i Eurídice

Així es va presentar a la cort de Viena, el 5 d'octubre de 1762, l'òpera Orfeo ed Euridice, que va suposar el que s'ha anomenat la «reforma de l'òpera» i que ha quedat com una de les seves obres mestres. Va ser ben rebuda, però no va produir, de moment, cap dels efectes fulminants que esperessin els seus autors. En realitat, encara que Calzabigi tenia present la idea de la reforma, de poc haguessin valgut les seves idees si Gluck no hagués estat convençut de la necessitat d'aquest canvi i no hagués assumit amb un estil personal la nova manera que es planteja en aquesta òpera només parcialment.
Gluck seguia pensant en la reforma i juntament amb Calzabiqi va preparar una nova estrena, molt més apartat de l'estil tradicional: Alceste (1767). Per a la publicació de la partitura d'aquesta òpera, el mateix Gluck va escriure un cèlebre pròleg al qual modestament s'atribueix la menor part en la gestació del nou estil, i en el qual comenta amb detall els propòsits que impulsaven aquesta reforma. Aquest pròleg és la declaració artística més important realitzada fins llavors per un compositor i assenyala, a més, l'inici d'una nova era en les relacions de l'artista amb el seu art: estava naixent una nova manera de compondre que afectaria no només a l'òpera, sinó a tota la resta de la música europea.

### París
Una tercera òpera va unir a Gluck amb Calzabigi: Paride ed Elena, estrenada el 1770 i recordada avui gairebé únicament per una bellíssima ària: O del mio dolce ardor. Després d'aquesta tercera estrena, ja sense Calzabigi, va ser Gluck personalment qui s'ocuparia de fer progressar la seva reforma operística, per la qual cosa va decidir traslladar-se a París, ciutat que havia sondejat ja en un viatge fet el 1764, i en el que havia publicat la partitura del seu Orfeo ed Euridice. Sens dubte Gluck havia observat que la seva reforma s'aproximava força als ideals de l'antiga òpera francesa de Lully i a la més recent de Rameau, en aquests moments l'òpera francesa patia els embats creixents d'un corrent d'italià propiciat pels enciclopedistes, amb Rousseau al capdavant.
Gluck es va alinear en el bàndol contrari i va oferir diplomàticament el seu Orfeo com una òpera nova «reformada» i en francès per l'Òpera de París. Comptava per a això amb el suport de Maria Antonieta, filla de Maria Teresa d'Àustria i a la que Gluck coneixia dels seus anys de soltera com a alumne a la cort vienesa.
Aleshores va decidir aplicar les seves teories a l'òpera francesa, i el 1774, va compondre Iphigénie en Aulide i Orphée et Eurydice, versió francesa de l'òpera de 1762. Així doncs, després de llargues gestions, va aconseguir Gluck que fos acceptada la seva nova òpera Iphigénie en Aulide a l'Òpera de París. Només la seva amistat amb la futura reina va salvar les tensions sorgides en els assajos, en què el compositor es va mostrar dur i intransigent, amb la seguretat que li donava la seva bona posició a Versalles i a Viena. La presència de Maria Antonieta a l'estrena (19 abril 1774) va ser gairebé una ordre per als membres de la vella guàrdia musical francesa: la nova òpera va ser un èxit el dia de l'estrena, alhora que el punt de partida d'una controvèrsia amb els partidaris de la música italiana, que van triar com a cap el compositor Niccolò Vito Piccinni. Va acabar imposant-se a poc a poc l'obra de Gluck per l'indubtable pes de la seva exquisida partitura.
Poc després, Orfeo ed Euridice, convertida en òpera francesa (Orphée) i amb un tenor com a protagonista - en la versió vienesa, com a residu del vell estil, havia estat escrita per castrato amb veu de contralt-, consolidava la fama de Gluck a París.

### Gluckistes i piccinnistes
La baralla va esclatar el 1777 amb Armide, que va ser composta a continuació de la versió francesa d'Alceste (1776) i que va ser seguida el 1779 pel major èxit de Gluck, Iphigénie en Tauride, i el major dels seus fracassos, Echo et Narcisse.
Davant d'aquests importants triomfs, els partidaris italians es va concentrar al voltant d'un compositor italià de fama internacional que acabava d'arribar a París: Niccolò Piccinni, el famós autor de La buona figliuola (1760), que havia fet plorar, riure i cantar mig Europa amb aquesta i moltes altres partitures. Van sorgir així els piccinnistes per combatre els gluckistes, i només el fet que ni Gluck ni Piccinni acceptaren enemistar-se per causa d'aquestes diferències va aconseguir evitar que es produïssin situacions més compromeses.
No obstant això, no va deixar d'existir certa rivalitat quan es va saber que tots dos componien Iphigénie en Tauride, encara que Piccinni va deixar que Gluck estrenés primer la seva versió apareguda el 1779, que és la que, en definitiva, ha prevalgut en el repertori internacional.
Admirat pels seus contemporanis, com per exemple Joseph Martin Kraus, fatigat, Gluck va intentar un nou gir en la temàtica de les seves obres amb Echo et Narcisse, presentada el mateix any i força mal acollida. Finalment va tornar a Viena on coneixeria als Mozart i portaria una existència tranquil·la. Va morir d'apoplexia, quan es recuperava d'un atac anterior, el 15 de novembre de 1787.

## La reforma gluckiana

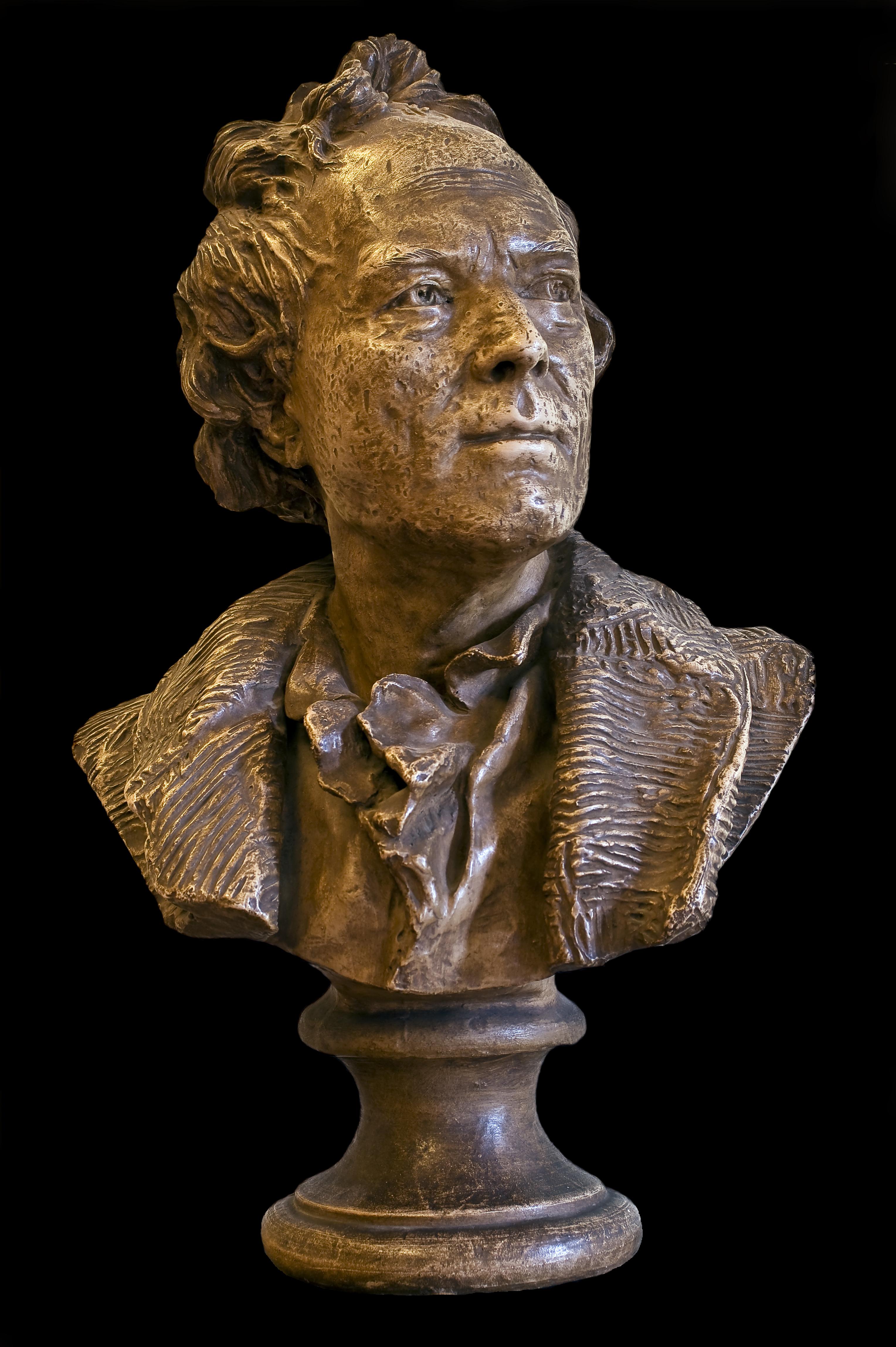
Christoph Willibald Gluck (per Jean-Antoine Houdon)

El veritable abast de la reforma gluckiana de l'òpera no va ser molt gran, es va reduir a exercir una certa influència sobre Mozart -perceptible en les seves primeres òperes, fins Idomeneo com a molt- i sobre alguns compositors italians establerts a París en un moment o altre de les seves carreres, com per exemple Luigi Cherubini (1760-1842), Gaspare Spontini
(1774-1851), Antonio Salieri (1750-1825) o Antonio Sacchini (1730-1786). Indirectament i fins a cert punt, va influir també en les òperes serioses d'alguns autors italians -Rossini i tal vegada a la Norma de Bellini- posteriors a la seva generació. Gluck va ser admirat per Berlioz i per Wagner.
La reforma es presenta en Orfeo ed Euridice d'una manera molt incompleta, amb la
contradicció que suposa comptar amb un cantant castrat per al paper d'Orfeu, error esmenat a la
versió de París, de 1774. Gluck va prescindir gairebé de tota l'ornamentació supèrflua en la línia vocal dels personatges, encara que a les nostres orelles, més austeres que les del segle xviii, pugui semblar el contrari. Les melodies lineals i prolongades van substituir els refilats i trinats inacabables i van donar al conjunt un aspecte més noble i profund.
Molt més austera i autèntica és la reforma a Alceste, on els nous efectes orquestrals -trombons que irrompen violentament en la melodia a l'ària Divinités du Styx, tan divulgada- tenen un valor altament expressiu. Menys brillant és el resultat obtingut a Paride ed Elena, tot i que compta amb fragments com Oh del mio dolce ardor. Tampoc sobresurt especialment Armide, perjudicada per l'antiguitat del llibret, si bé hi destaquen alguns fragments corals per la seva noblesa i serenitat, així com algunes àries i, en un altre aspecte, el celebrat Minueto dels ocells.
L'obra cimera de la reforma de Gluck i la demostració palpable de la viabilitat d'una òpera basada en un text senzill, però eficaç, i en els plantejaments de veracitat dramàtica, simplicitat i economia de mitjans (que no vol dir pobresa), la trobem en la seva Iphigénie en Tauride. Aquí, Gluck arriba fins al punt d'escriure una òpera que renuncia al mòbil gairebé universal de la passió amorosa: els personatges es mouen, per una vegada, per altres camins: l'amor fratern entre Orestes i Ifigènia i l'amistat entre Orestes i Pílades. Tot en
aquesta òpera és alhora simple i grandiós: des de les invocacions i cerimònies de les sacerdotesses que dirigeix Ifigènia, fins a l'odi irracional i temorós del rei Thoas, passant pel curiós ballet dels escites, i l'extraordinària escena del son d'Orestes.
No va ser només en la forma on Gluck va exercir un paper renovador. L'orquestra va passar, en les seves mans, a convertir-se pràcticament en una orquestra moderna, amb la incorporació de clarinets a partir d'Orfeu (encara que a la versió de Viena els anomena encara chalumeaux). Però, sobretot, va ser fonamental el considerable augment de la riquesa orquestral,
separant les violes dels violoncels i donant-los sovint un paper propi a la corda, consistent en omplir el buit entre els violins i els sons més greus del conjunt. Gluck va alliberar també els instruments de vent de fusta dels efectes d'eco propis del Barroc, atorgant-los un major paper com a suport harmònic del so orquestral i brillants, encara que passatgeres, frases en el llenguatge simfònic.

## Selecció d'obres
- Artaserse (Artaxerxès), llibret de Metastasio, estrenada a Milà el 26 de desembre de 1741
- Demetrio, llibret de Metastasio, estrenada a Venècia el 2 de maig deg de 1742
- Demofoonte, llibret de Metastasio, estrenada a Milà el 6 de gener de 1743
- Tigrane, estrenada a Crema el 26 de setembre de 1743
- Sofonisba (o Siface), llibret de Metastasio et Silvani, estrenada a Milà el 18 de gener de 1744
- La Finta Schiava (L'Esclava fingida), en col·laboració, llibret de Silvani, estrenada a Venècia el 13 de maig de 1744
- Ipermestre, llibret de Metastasio, estrenada a Venècia el 21 de novembre de 1744
- Poro (Porus), llibret de Metastasio, estrenada a Torí el 26 de desembre de 1744
- Ippolito, estrenada a Milà el 31 de gener de 1745
- La Caduta de' Giganti (La Caiguda dels Gegants), llibret de l'abat Vanneschi, estrenada al Teatre de Haymarket a Londres el 7 de gener de 1746
- Artamene, òpera en 3 actes, llibret de l'abat Vanneschi, estrenada al Teatre de Haymarket a Londres el 4 de març de 1746
- Le Nozze d'Ercole e d'Ebe (Les Noces d'Hèrcules i d'Hebe), òpera, llibret anònim, estrenada a Pillnitz el 29 de juny de 1747
- Semiramide riconosciuta, òpera, llibret de Metastasio, estrenada a Aachen (Aquisgrà) el 5 de maig de 1748
- La Contesa de' Numi (La Disputa dels Déus), serenata en 2 parts, estrenada a Charlottenborg el 9 d'abril de 1749
- Ezio (Aëtius), llibret de Metastasio, estrenada a Praga el 26 de desembre de 1749
- Issipile (Hypsipyle), llibret de Metastasio, estrenada a Praga el 1751-1752
- La Clemenza di Tito, estrenada a Nàpols el 4 de novembre de 1752
- Orfeu i Eurídice, llibret de Calzabigi, estrenada a Viena el 5 d'octubre de 1762 i, posteriorment, a París en versió francesa el 2 d'agost de 1774
- Les Pélerins de la Mecque ou La Rencontre imprévue, estrenada al Burgtheater de Viena el 1764
- Alceste, llibret de Calzabigi, estrenada a Viena el 26 de desembre de 1767 i, posteriorment, a París en versió francesa el 23 de abril de 1776. Interpretada per la seva protegida la soprano Rosalie Levasseur
- Paride ed Elena, llibret de Calzabigi, estrenada a Viena el 3 de novembre de 1770
- Iphigénie en Aulide, llibret de Du Roullet, estrenada a París el 19 de abril de 1774, de la qual va fer una reducció per a piano el compositor alemany Karl Friedrich Ludwig Hellwig[2]
- Armide, llibret de Quinault, estrenada a París el 23 de setembre de 1777
- Iphigénie en Tauride, llibret de Guillard, estrenada a París el 18 de maig de 1779
- Echo et Narcisse, llibret de Tschudi, estrenada a París el 24 de setembre de 1779